# Polaroid Originals

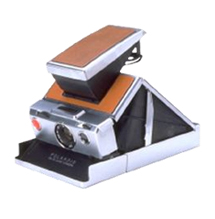
Appareil photo Polaroid sx70. Appareil photo Polaroid - Modèle : sx 70.

Polaroid Originals est une entreprise néerlandaise spécialisée dans la production de films photographiques instantanés avec comme objectif de produire plus de dix millions de cartouches chaque année. La vente se fait en ligne ou via des réseaux de distribution spécialisés. 
Auparavant nommé « The Impossible Project », puis « Impossible Project », l'entreprise change de nom après le rachat de Polaroid Corporation et en profite pour proposer une nouvelle émulsion ainsi qu'un nouvel appareil, le Polaroid OneStep 2. 
Ce sont onze salariés — conduits par Florian Kaps, de Lomography, et André Bosman, de Polaroid — de l'ancienne usine Polaroid d'Enschede (Pays-Bas) qui ont racheté les machines restantes en 2008 et qui ont mis au point de nouvelles émulsions. Le premier film NB de type SX-70 est sorti en mars 2010. Les laboratoires sont situés aux Pays-Bas.